# Horesnyi Balázs
Horesnyi Balázs (Budapest, 1967. június 29. –) Jászai Mari-díjas magyar díszlet- és jelmeztervező, érdemes művész.

## Életpályája
Édesapja Horesnyi László színművész, édesanyja Molnár Gabriella grafikus. 1988-ban diplomázott a Képzőművészeti Főiskola díszlet- és jelmeztervező szakán. Diplomaszerzése után a Madách Színház tagja lett, amelynek 2004-ig volt tagja. 2004-től szabadúszó. Nevéhez fűződik a Madách Színház falait borító művészi kivitelű díszfestés is.
Felesége Varga Mária színésznő. Gyermekeik: Bálint és Máté.

## Főbb munkái
- David Seidler: A KIRÁLY BESZÉDE (díszlettervező) - 2018/2019
- Martin McDonagh: HÓHÉROK (díszlettervező) - 2017/2018
- Czukor Balázs - Surányi Nóra: HOME BANK (díszlettervező) - 2017/2018
- Neil Simon: FURCSA PÁR (díszlettervező) - 2017/2018
- Giacomo Meyerbeer - Émile Deschamps - Eugene Scribe: A HUGENOTTÁK (díszlettervező) - 2017/2018
- Móricz Zsigmond - Kocsák Tibor - Miklós Tibor: LÉGY JÓ MINDHALÁLIG (díszlettervező) - 2017/2018
- William Shakespeare: VÍZKERESZT VAGY AMIT AKARTOK (díszlettervező) - 2016/2017
- Molière: TARTUFFE (díszlettervező) - 2016/2017
- Háy János: UTÁNKÉPZÉS ITTAS VEZETŐKNEK (díszlettervező) - 2016/2017
- Tadeusz Slobodzianek: A MI OSZTÁLYUNK (díszlettervező) - 2016/2017
- Bohumil Hrabal: SÖRGYÁRI CAPRICCIO (díszlettervező) - 2016/2017
- Peter Shaffer: BLACK COMEDY (díszlettervező) - 2016/2017
- Peter Shaffer: AMADEUS (díszlettervező) - 2016/2017
- Michael Frayn: FÜGGÖNY FEL! (díszlettervező) - 2015/2016
- Pietro Mascagni: PARASZTBECSÜLET (díszlettervező) - 2015/2016
- Faragó Béla - Háy János: EGY POHÁR VÍZ (díszlettervező) - 2015/2016
- Fred Ebb - Joseph Stein - John Harold Kander: ZORBA (díszlettervező) - 2015/2016
- William Shakespeare: SOK HŰHÓ SEMMIÉRT (díszlettervező) - 2015/2016
- Jules Massenet: WERTHER (díszlettervező) - 2015/2016
- Tim Rice - A.Lloyd Webber: JÓZSEF ÉS A SZÍNES SZÉLESVÁSZNÚ ÁLOMKABÁT (díszlettervező) - 2015/2016
- Marcel Achard: A BOLOND LÁNY (díszlettervező) - 2015/2016
- Woody Allen: JÁTSZD ÚJRA, SAM! (díszlettervező) - 2015/2016
- Fodor László - Lakatos László - Fekete Mari: HELYET AZ IFJÚSÁGNAK (díszlettervező) - 2015/2016
- Sheldon Harnick - Jerry Bock - Joseph Stein: HEGEDŰS A HÁZTETŐN (díszlettervező) - 2014/2015
- Sir Pelham Grenville Wodehouse: AGYELDOBÁS (díszlettervező) - 2014/2015
- Neil Simon - Cy Coleman - Dorothy Fields: SWEET CHARITY (díszlettervező) - 2014/2015
- Balogh Elemér - Kerényi Imre: CSÍKSOMLYÓI PASSIÓ (díszlettervező) - 2014/2015
- Molnár Ferenc: OLYMPIA (díszlettervező) - 2014/2015
- Eisemann Mihály - Somogyi Gyula - Zágon István: FEKETE PÉTER (díszlettervező) - 2014/2015
- Székely Csaba: VITÉZ MIHÁLY (díszlettervező) - 2014/2015
- Henrik Ibsen: A VADKACSA (díszlettervező) - 2014/2015
- Zerkovitz Béla - Szilágyi László: CSÓKOS ASSZONY (díszlettervező) - 2014/2015
- Anton Pavlovics Csehov: CSERESZNYÉSKERT (díszlettervező) - 2014/2015
- Bob Fosse - Fred Ebb - John Harold Kander: CHICAGO (díszlettervező) - 2014/2015
- Vörösmarty Mihály: CSONGOR ÉS TÜNDE (díszlettervező) - 2014/2015
- Molnár Ferenc: LILIOM (díszlettervező) - 2013/2014
- Richard Strauss - Hugo von Hofmannsthal: AZ ÁRNYÉK NÉLKÜLI ASSZONY (díszlettervező) - 2013/2014
- Michael Frayn: VESZETT FEJSZE (díszlettervező) - 2013/2014
- Michael Frayn - Hamvai Kornél: SZIGLIGET (díszlettervező) - 2013/2014
- Donizetti: SZERELMI BÁJITAL (díszlettervező) - 2013/2014
- Carlo Goldoni: CHIOGGIAI CSETEPATÉ (díszlettervező) - 2013/2014
- László Miklós: ILLATSZERTÁR (díszlettervező) - 2013/2014
- Molnár Ferenc: AZ ÖRDÖG (díszlettervező) - 2013/2014
- Liszt Ferenc - Richard Wagner - Hector Berlioz - Pártay Lilla: ARANYECSET (díszlettervező) - 2013/2014
- Frederick Loewe - Alan Jay Lenrner: MY FAIR LADY (díszlettervező) - 2013/2014
- Graham Linehan: BETÖRŐ AZ ALBÉRLŐM (díszlettervező) - 2012/2013
- Csiky Gergely: BUBORÉKOK (díszlettervező) - 2012/2013
- G. A. Rossini: A SEVILLAI BORBÉLY (díszlettervező) - 2012/2013
- Woody Allen: JÁTSZD ÚJRA, SAM! (díszlettervező) - 2012/2013
- László Miklós: ILLATSZERTÁR (díszlettervező) - 2012/2013
- Bacsó Péter: A TANÚ (díszlettervező) - 2012/2013
- Tolcsvay László - Müller Péter - Bródy János: DOCTOR HERZ (díszlettervező) - 2012/2013
- Bob Fosse - Fred Ebb - John Harold Kander: CHICAGO (díszlettervező) - 2012/2013
- Hubay Miklós - Ránki György - Vas István: EGY SZERELEM HÁROM ÉJSZAKÁJA (díszlettervező) - 2012/2013
- Kacsóh Pongrác - Bakonyi Károly - Heltai Jenő: JÁNOS VITÉZ (díszlettervező) - 2012/2013
- Tony Hilton - Ray Cooney: 1 X 3 NÉHA 4, AVAGY EGYSZERHÁROMNÉHANÉGY (díszlettervező) - 2011/2012
- Urs Widmer: TOP DOGS (díszlettervező) - 2011/2012
- Fesztbaum Béla - Molnár Ferenc: MONOKLI (díszlettervező) - 2011/2012
- Székely János: CALIGULA HELYTARTÓJA (díszlettervező) - 2011/2012
- Móricz Zsigmond: ROKONOK (díszlettervező) - 2011/2012
- Richard Crane: KARAMAZOV TESTVÉREK (díszlettervező) - 2011/2012
- László Miklós: ILLATSZERTÁR (díszlettervező) - 2011/2012
- Neil Simon: FURCS PÁR - FURCSÁN (díszlettervező) - 2011/2012
- Neil Simon: FURCSA PÁR (díszlettervező) - 2011/2012
- Dés László - Nemes István - Böhm György - Horváth Péter - Korcsmáros György: VALAHOL EURÓPÁBAN (díszlettervező) - 2010/2011
- Georges Bizet: CARMEN (díszlettervező) - 2010/2011
- Fred Ebb - Joe Masteroff - John Harold Kander: KABARÉ (díszlettervező) - 2010/2011
- Michel de Ghelderode: VIRÁGOS KERT (díszlettervező) - 2010/2011
- Tolcsvay László - Müller Péter - Müller Péter Sziámi: MÁRIA EVANGÉLIUMA (díszlettervező) - 2010/2011
- Ruttkay Zsófia - Hámos György - Vajda Anikó: MICI NÉNI KÉT ÉLETE (díszlettervező) - 2010/2011
- Kurt Weill - Bertolt Brecht: KOLDUSOPERA (díszlettervező) - 2010/2011
- Alan Ayckbourn: A HANG-VILLA TITKA (díszlettervező) - 2010/2011
- Miklós Tibor - Kocsák Tibor - Jókai Mór: SZEGÉNY GAZDAGOK (díszlettervező, díszlettervező) - 2010/2011
- Miklós Tibor - Jávori Ferenc Fegya - Joshua Sobol: GETTÓ (díszlettervező) - 2010/2011
- Georges Bizet: CARMEN (díszlettervező) - 2009/2010
- Eric Assous - Pierre Sauvil: ADD KÖLCSÖN A FELESÉGED (díszlettervező) - 2009/2010
- Michael Kunze - Lévay Sylvester: REBECCA - A MANDERLEY-HÁZ ASSZONYA (díszlettervező) - 2009/2010
- Jeremy Lloyd - David Croft: HALLO HALLO! (díszlettervező) - 2009/2010
- Eisemann Mihály - Somogyi Gyula - Zágon István: FEKETE PÉTER (díszlettervező) - 2009/2010
- Hamvai Kornél: HARMADIK FIGYELMEZTETÉS (díszlettervező) - 2009/2010
- Leo Stein - Kálmán Imre: CSÁRDÁSKIRÁLYNŐ (díszlettervező) - 2009/2010
- Georg Friedrich Händel: XERXES (díszlettervező) - 2008/2009
- Eugene O'Neill: UTAZÁS AZ ÉJSZAKÁBA (díszlettervező) - 2008/2009
- Jókai Mór: A KŐSZÍVŰ EMBER FIAI (díszlettervező) - 2008/2009
- Robert Lopez - Jeff Whitty - Jeff Marx: A MI UTCÁNK (díszlettervező) - 2008/2009
- Neil Simon: FURCSA PÁR (NŐI VÁLTOZAT) (díszlettervező) - 2008/2009
- William Shakespeare: A VELENCEI KALMÁR (díszlettervező, díszlettervező) - 2007/2008
- Varró Dániel - Hamvai Kornél - Rejtő Jenő - Darvas Benedek: VESZTEGZÁR A GRAND HOTELBAN (díszlettervező) - 2007/2008
- Esterházy Péter: RUBENS ÉS A NEMEUKLIDESZI ASSZONYOK (díszlettervező) - 2007/2008
- TINGLI-TANGLI (díszlettervező) - 2007/2008
- Bernard Slade: JÖVŐRE, VELED, UGYANITT 2. (díszlettervező) - 2007/2008
- Szomory Dezső: HERMELIN (díszlettervező) - 2006/2007
- RADNÓTI (színpadkép) - 2006/2007
- William Shakespeare: SZENTIVÁNÉJI ÁLOM (díszlettervező) - 2006/2007
- Varró Dániel - Martin McDonagh: VAKNYUGAT (díszlettervező) - 2006/2007
- Sánta Ferenc: AZ ÖTÖDIK PECSÉT (díszlettervező) - 2006/2007
- Neil Simon: PLETYKA (díszlettervező) - 2006/2007
- Nyikolaj Koljada: SZIBÉRIAI TRANSZ (díszlettervező) - 2006/2007
- Edward Albee: NEM FÉLÜNK A FARKASTÓL (díszlettervező) - 2005/2006
- Noel Coward: VIDÁM KÍSÉRTET (díszlettervező) - 2005/2006
- Rose Reginald: TIZENKÉT DÜHÖS EMBER (díszlettervező) - 2005/2006
- Nyikolaj Erdman: AZ ÖNGYILKOS (díszlettervező) - 2005/2006
- Stephen Schwartz: GODSPELL (díszlettervező) - 2005/2006
- William Shakespeare: HAMLET (díszlettervező) - 2005/2006
- Umberto Eco - Claus J. Frankl: A RÓZSA NEVE (díszlettervező) - 2005/2006
- Csiky Gergely: KAVIÁR (díszlettervező) - 2004/2005
- I. L. Caragiale: FARSANG (díszlettervező) - 2004/2005
- Alan Ayckbourn: HOGY SZERET A MÁSIK? (díszlettervező) - 2004/2005
- Arthur Miller: ÉDES FIAIM (díszlettervező) - 2004/2005
- Bertolt Brecht: A FILLÉRES OPERA (díszlettervező) - 2004/2005
- A TÜSSZENTÉS (játéktér) - 2004/2005
- Shelagh Delaney: EGY CSEPP MÉZ (díszlettervező) - 2004/2005
- Vajda Katalin: ANCONAI SZERELMESEK (díszlettervező) - 2004/2005
- Háy János: A SENÁK (díszlettervező) - 2003/2004
- Martin McDonagh: PISZKAVAS (LEENANE SZÉPE) (díszlettervező) - 2003/2004
- Csiky Gergely: BUBORÉKOK (díszlettervező) - 2003/2004
- Brian Friel: HÚSZ ÉV UTÁN (díszlettervező) - 2003/2004
- Mikszáth Kálmán: KÜLÖNÖS HÁZASSÁG (díszlettervező) - 2003/2004
- William Shakespeare: AHOGY TETSZIK (díszlettervező) - 2002/2003
- Pártay Lilla: WOLFGANG AMADEUS MOZART (díszlettervező) - 2002/2003
- William Shakespeare: SOK HŰHÓ SEMMIÉRT (díszlettervező) - 2002/2003
- Carlo Goldoni: A KOMÉDIASZÍNHÁZ (díszlettervező) - 2002/2003
- Walser Theresia: KING KONG LÁNYAI (díszlettervező) - 2002/2003
- Lillian Hellman: REJTETT JÁTÉKOK (díszlettervező) - 2002/2003
- Eisemann Mihály - Somogyi Gyula - Zágon István: FEKETE PÉTER (díszlettervező) - 2002/2003
- Molnár Ferenc: A TESTŐR (díszlettervező) - 2001/2002
- Molnár Ferenc: EGY, KETTŐ, HÁROM (díszlettervező) - 2001/2002
- Molnár Ferenc: AZ IBOLYA (díszlettervező) - 2001/2002
- Marie Jones: KÖVEKKEL A ZSEBÉBEN (díszlettervező) - 2001/2002
- MI ÚJSÁG, MÚLT SZÁZAD? (díszlettervező) - 2001/2002
- Füst Milán: MÁLI NÉNI (díszlettervező) - 2000/2001
- Peter Shaffer: AMADEUS (díszlettervező) - 2000/2001
- Tennessee Williams: ÜVEGFIGURÁK (díszlettervező) - 2000/2001
- William Shakespeare: A MAKRANCOS HÖLGY (díszlettervező) - 2000/2001
- Sheldon Harnick - Jerry Bock - Joseph Stein: HEGEDŰS A HÁZTETŐN (díszlettervező) - 2000/2001
- Arthur Miller: ALKU (díszlettervező) - 1999/2000
- Móricz Zsigmond: ROKONOK (díszlettervező) - 1999/2000
- Herczeg Ferenc: KÉK RÓKA (díszlettervező) - 1999/2000
- Görgey Gábor: MIKSZÁTH KÜLÖNÖS HÁZASSÁGAI (díszlettervező) - 1999/2000
- A. R. Gurney: SYLVIA (díszlettervező) - 1997/1998
- Thomas Mann: MARIO ÉS A VARÁZSLÓ (díszlettervező) - 1996/1997
- Friedrich Schiller: STUART MÁRIA (díszlettervező) - 1996/1997

## Díjai és kitüntetései
- Jászai Mari-díj (1996)
- Gundel művészeti-díj (2003)
- Vámos László-díj (2005)
- Érdemes művész (2022)[8]